# Breakwater Island
Breakwater Island (von englisch breakwater ‚Wellenbrecher‘, in Argentinien Islote Roberto) ist eine kleine Felseninsel im westantarktischen Palmer-Archipel. Sie liegt 500 m vor der Ostküste der Wiencke-Insel gegenüber dem Nipple Peak. Im Südwesten der Insel schließt sich ein Bogen aus Klippenfelsen an.
Der Falkland Islands Dependencies Survey gab der Insel 1944 in Anlehnung an das hier zu beobachtende Wellenbrechen ihren deskriptiven Namen. Hintergrund der argentinischen Benennung ist eine Verwechslung mit der Bob-Insel.